# Antonio Michela Zucco
Antonio Michela Zucco (San Giorgio Canavese, 1º febbraio 1815 – Quassolo, 24 dicembre 1886) è stato un inventore italiano. Compì i suoi studi presso la Regia Accademia Albertina di Torino e si dedicò all'insegnamento presso vari Comuni del Canavese e infine a Ivrea.

## Le ricerche
Per tutta la vita studiò, il più approfonditamente possibile per quegli anni, il linguaggio umano, gli organi anatomici preposti alla produzione dei suoni, i valori fonetici. Classificò gli elementi occorrenti alla formazione di tutte le sillabe di cui sono composti i vocaboli e diede a ognuno una espressione grafica, un simbolo e un valore numerico al fine di stabilirne l'esatta pronunzia.
All'epoca questo tipo di ricerche era assolutamente d'avanguardia e d'altra parte gli studi e gli esperimenti sulla scrittura fonetica sono tuttora molto recenti. Ideò un meccanismo per riuscire a registrare con assoluta precisione i simboli corrispondenti a raggruppamenti fonici con la stessa velocità con la quale fluiscono dalle labbra di chi parla. La genialità del sistema, che consiste nella diversa combinazione di soli sei comunissimi segni con i quali si ottengono le sillabe dell'alfabeto e di conseguenza le sillabe, sta nella semplicità e nella chiarezza, caratteristiche che permisero e permettono tuttora alte velocità di registrazione.

### Il Metodo Michela
Coadiuvato da abilissimi artigiani di Ivrea e di Torino e alle prese con problemi tecnici di quasi impossibile soluzione in quel periodo storico, finalmente Antonio Michela Zucco nel 1863 poté illustrare al II Congresso Pedagogico che si tenne a Milano a Palazzo Brera il suo sistema di stenografia, Metodo Michela, "a processo sillabico istantaneo mediante piccolo e portatile apparecchio a tastiera".
La macchina suscitò immediatamente grande interesse perché si intuivano le sue molte possibilità di applicazione, e non solo in Italia (il Consiglio Municipale di Torino fu probabilmente il primo organo collegiale ad avere un resoconto stenografico immediato della sua seduta del 20 gennaio 1879) ma anche in Francia dove, come riportano gli "Annales Industrielles" del 27 febbraio 1881, era stata eseguita il 24 dello stesso mese una dimostrazione nell'aula del Consiglio Municipale di Parigi a Palazzo Borbone. Lo stesso Garibaldi, con lettera del 16 dicembre 1877 da Caprera, dichiarava:
Nel 1878 la macchina ottenne il brevetto italiano e nel 1879 quello statunitense dell'U.S. Patent Office. Alla grande Esposizione Universale di Parigi del 1878 le fu assegnata solo la medaglia d'argento e non d'oro, non avendo voluto l'inventore pubblicare le particolarità tecniche dell'invenzione. Nel 1881 vinse la medaglia d'oro alla Esposizione di Milano e nel 1884 a quella di Torino.
Nel 1881 fu adottata per la resocontazione stenografica dei lavori parlamentari del Senato, attività che è proseguita ininterrottamente fino a oggi (la macchina Michela attuale è del tutto computerizzata e consente la trascrizione immediata e in chiaro dei dibattiti).
Antonio Michela Zucco prevedeva intanto altri sviluppi della sua invenzione. Già nella relazione allegata all'attestato di privativa industriale scriveva: 
(Antonio Michela Zucco, "La Stenotélégraphie", Impr. Chaix, Paris 1884)
Furono eseguiti numerosissimi esperimenti tra Parigi (Ministère de Télégraphes), Orleans, Tour, Le Havre e varie altre città a distanza sempre maggiore. Gli "Annales Industrielles" del 4 aprile 1886 ne presentarono una meticolosa relazione.
Le dimostrazioni ebbero tutte positivi e promettenti risultati, così le prove e gli esperimenti proseguirono. Un notevole passo avanti fu compiuto con l'applicazione di bande perforate e di trasmettitori automatici.
Due allievi del Michela, Luigi Saudino e particolarmente Giuseppe Vincenti idearono congegni più semplici di quello dell'ingegnere francese e progettarono lo steno-telegrafo. Ma la scoperta della radio nell'anno 1896 diminuì enormemente l'interesse verso questi esperimenti per fare del telegrafo un mezzo di comunicazione di impensabile velocità ed essi cessarono. La ricerca scientifica e tecnologica prese altre strade e questa, che sarebbe stata di enorme utilità anche parallelamente alla radio, venne abbandonata.
L'inventore non ebbe la fortuna di assistere alla grandiosa invenzione della radio. Pur addolorato per la fine degli esperimenti con il telegrafo, chissà quali altri campi si sarebbero schiusi alla sua vivace intelligenza. Del suo continuo interessamento ai problemi matematici e geometrici ci restano purtroppo solo due relazioni su “Proprietà caratteristiche comuni alla periferia del circolo e al perimetro del quadrato equivalente” e soprattutto su “Proposta di un invariabile rapporto tra periferia e raggio, dimostrato con cinque teoremi”. Amava la musica e fondò la banda del suo Comune. Nel Museo Etnografico di S. Giorgio Canavese è esposta una pianola meccanica (spinetta a cilindri) fatta nel 1884 sul prototipo da lui costruito. Anche in questo caso l'interesse dello studioso si spingeva dagli studi speculativi alle applicazioni pratiche.

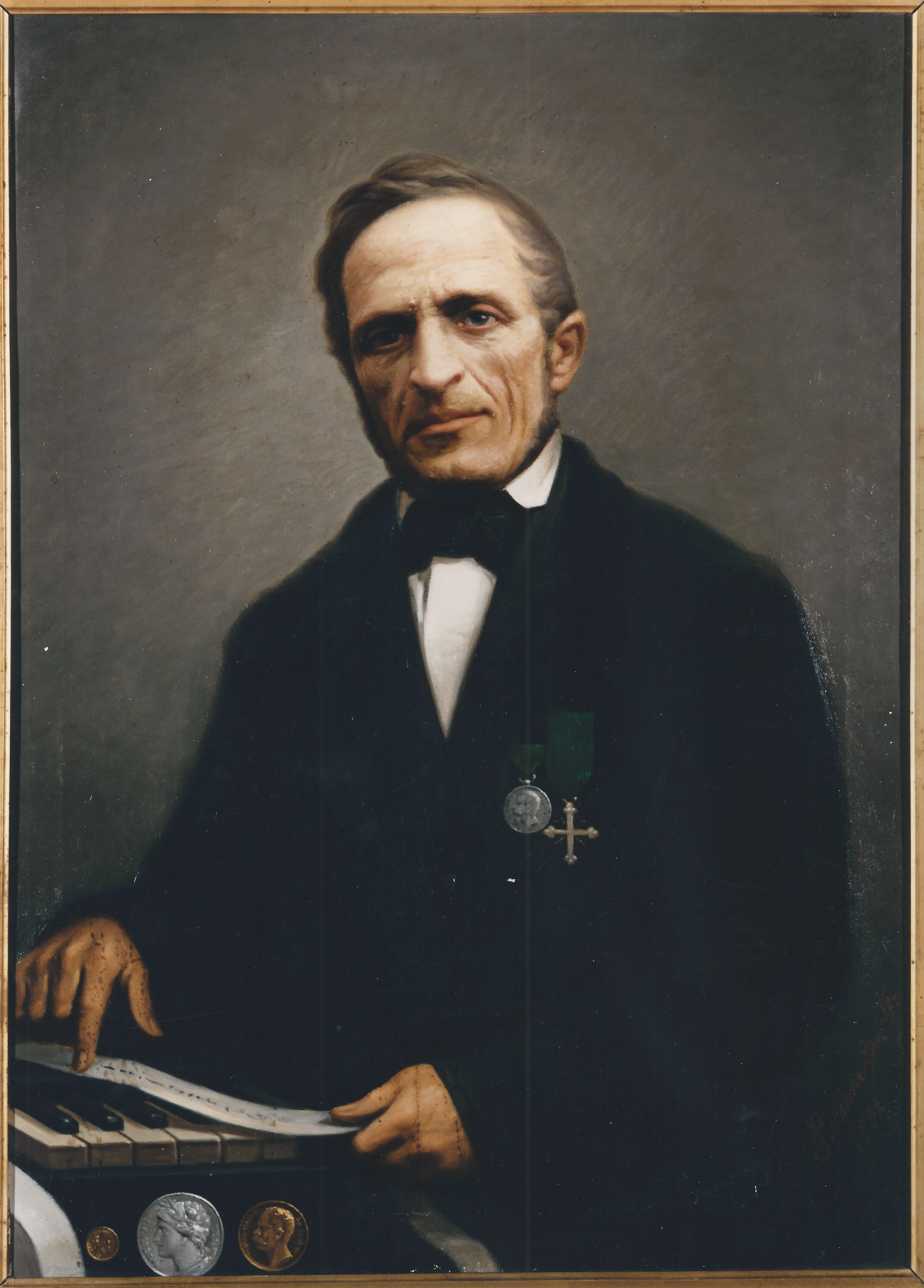
Prof. Antonio Michela Zucco
(olio su tela - G. Stornone - 1892)

Ritiratosi dall'insegnamento, lavorò intensamente al completamento del “Sistema fonografico universale a mano”, che con un numero limitatissimo di segni riusciva a scrivere manualmente qualunque parola in qualsiasi lingua. Il sistema fu pubblicato nel 1885 e illustrato dall'inventore alla Società Filotecnica Torinese (l'adozione di questo alfabeto universale fu allora molto caldeggiata anche presso il Ministero della Pubblica Istruzione e certamente sarebbe stata utilissima soprattutto per l'apprendimento delle lingue, riuscendo a registrarne l'esatta pronunzia. Gli studenti, ad esempio, sui dizionari italo-inglesi avrebbero trovato già, a fine Ottocento, la pronunzia precisa che solo da pochi anni ci si sforza di trascrivere con i più recenti metodi).
Nel pieno dei suoi studi e delle sue realizzazioni, premiato dal Ministero della Pubblica Istruzione con la medaglia d'argento al merito scolastico e ricompensato dal Re con la nomina a Cavaliere dell'Ordine Mauriziano, morì il 24 dicembre 1886.
Intanto la macchina Michela continuava a essere, presso il Senato, la testimone sicura e fedele della vita parlamentare italiana. Quando cominciò a operare, nell'infuocato clima politico del periodo compreso tra i governi Cairoli, Depretis, Crispi, registrò le discussioni sull'abolizione della tassa sul macinato, sulla legge speciale per Roma capitale, sulla legge elettorale, sulla legge relativa al lavoro dei fanciulli, sulla riforma universitaria. È interessante notare che nel primo gruppo di stenografi vi erano due donne, Anna Violetta e Luisa Gillio.
Un bel disegno su “L'Illustrazione italiana” dell'11 giugno 1893 mostra la macchina in azione durante la discussione sulle pensioni civili e militari.
E così, legislatura dopo legislatura, la storia d'Italia è passata sui tasti della Michela: il Regno, la I guerra mondiale, il fascismo, la II guerra mondiale, la Repubblica. In tutti quegli anni la macchina rimase invariata, essendo perfettamente idonea alle esigenze della attività parlamentare. A riprova del rilievo assunto negli anni dal sistema, anche a livello europeo, si osserva che una macchina Michela è stata esposta alla mostra permanente “Les grandes heures du Parlament”, realizzata a Parigi per iniziativa dell'Assemblée Nationale nello Château de Versailles.
Gli stenografi del Senato hanno conseguito ai campionati di stenografia quattro titoli mondiali (1979, 1983, 1985, e 1995) e dal 1977 al 1996 tutti i titoli italiani. Nel corso degli ultimi decenni la Michela, pur continuando a basarsi sul meccanismi non troppo dissimili da quelli dei primi esemplari, ha adottato via via le più aggiornate tecnologie informatiche e il medesimo protocollo di comunicazione adottato dalle tastiere musicali (MIDI), fino a divenire uno dei più veloci sistemi di inserimento dati oggi esistente. Di recente il sistema è divenuto disponibile anche su piattaforme OpenSource.  Plover with Michela-MIDI, su YouTube.